# WWE 백래시
백래시(Backlash)는 WWE가 주관하는 페이 퍼 뷰이다.
2003년 6월부터 WWE는 브랜드 분리의 일한으로 브랜드별 페이 퍼 뷰를 진행했다. 따라서 2004년부터 2006년까지 러의 단독 페이퍼뷰로 진행하였다가 2007년부터 2009년까지는 RAW와 스맥다운 이 합동으로 페이 퍼 뷰를 진행하였고, 2009년을 마지막으로 역사속으로 사라진다. 2016년 5년만에 다시 브랜드 분리가 이뤄진 후 스맥다운 PPV로 7년만에 부활했다. 2018년에는 9년만에 공동 브랜드 PPV로 진행된다.

## 백래시 개최지
| 날짜            | 개최한 곳    | 경기장                        | 관중수      | 메인 이벤트 |
| --------------- | ------------ | ----------------------------- | ----------- | --- |
| 1999년 4월 25일 | 프로비던스   | 프로비던스 시빅 센터          | 10,939      | 스티브 오스틴 vs. 더락 (WWE 챔피언십, 노 홀즈 바아드 매치) |
| 2000년 4월 30일 | 워싱턴 D.C.  | MCI 센터                      | 19,101      | 트리플 H vs. 더락 (WWE 챔피언십) |
| 2001년 4월 29일 | 로즈먼트     | 올스테이트 아레나             | 15,592      | 더 투맨 파워 트립 (스티브 오스틴(WWE 챔피언) & 트리플 H(WWE 인터콘티넨털 챔피언)) vs. 더 브라더스 오브 디스트럭션 (언더테이커 & 케인(WWE 월드 태그팀 챔피언)) (WWE 챔피언십, WWE 인터콘티넨털 챔피언십, WWE 월드 태그팀 챔피언십, 워너 테크 올 태그팀 매치) |
| 2002년 4월 21일 | 캔자스시티   | 캠퍼 아레나                   | 12,489      | 트리플 H vs. 헐리우드 헐크 호건 (WWE 통합 챔피언십) |
| 2003년 4월 27일 | 우스터       | 우스터 센트럼                 | 10,000      | 골드버그 vs. 더락 |
| 2004년 4월 18일 | 에드먼턴     | 렉셀 플레이스                 | 13,000      | 크리스 벤와 vs. 숀 마이클스 vs. 트리플 H (월드 헤비웨이트 챔피언십, 트리플 쓰렛 매치) |
| 2005년 5월 1일  | 맨체스터     | 버라이즌 와이어리스 아레나    | 14,000      | 바티스타 vs. 트리플 H (월드 헤비웨이트 챔피언십) |
| 2006년 4월 30일 | 렉싱턴       | 럽 아레나                     | 14,000      | 존 시나 vs. 트리플 H vs. 에지 (WWE 챔피언십, 트리플 쓰렛 매치) |
| 2007년 4월 29일 | 애틀랜타     | 필립스 아레나                 | 14,500      | 존 시나 vs. 에지 vs. 랜디 오턴 vs. 숀 마이클스 (WWE 챔피언십, 페이탈 4-웨이 매치) |
| 2008년 4월 27일 | 볼티모어     | 퍼스트 매리너 아레나          | 11,277      | 랜디 오턴 vs. 트리플 H vs. 존 시나 vs. 존 브래드쇼 레이필드 (WWE 챔피언십, 페이탈 4-웨이 매치) |
| 2009년 4월 26일 | 프로비던스   | 던킨 도너츠 센터              | 8,357       | 존 시나 vs. 에지 (월드 헤비웨이트 챔피언십, 라스트맨 스탠딩 매치) |
| 2016년 9월 11일 | 리치먼드     | 리치먼드 콜리시엄             | 7,000       | 딘 앰브로스 vs. A.J. 스타일스 (WWE 챔피언십) |
| 2017년 5월 21일 | 로즈먼트     | 올스테이트 아레나             | 10,000      | 랜디 오턴 vs. 진더 마할 (WWE 챔피언십) |
| 2018년 5월 6일  | 뉴어크       | 프루덴셜 센터                 | 14,724      | 로만 레인즈 vs. 사모아 조 |
| 2020년 6월 14일 | 올랜도       | WWE 퍼포먼스 센터             | 무관중 경기 | 에지 vs. 랜디 오턴 |
| 2021년 5월 16일 | 탬파         | 잉링 센터                     | 무관중 경기 | 로만 레인즈 vs. 세자로 (WWE 유니버셜 챔피언십) |
| 2022년 5월 8일  | 프로비던스   | 던킨 도너츠 센터              | 8,050       | 드루 매킨타이어 & RK-Bro (랜디 오턴 & 리들) vs. 블러드라인 (로만 레인즈 & 디 우소스 (지미 우소 & 제이 우소)) |
| 2023년 5월 6일  | 산후안       | 호세 미겔 아그레로트 콜리시엄 | 17,944      | 브록 레스너 vs. 코디 로즈 |
| 2024년 5월 4일  | 데신샤르피외 | LDLC 아레나                   | 11,628      | 코디 로즈 vs. A.J. 스타일스 (통합 WWE 챔피언십) |
| 2025년 5월 10일 | 세인트루이스 | 엔터프라이즈 센터             | 17,155      | 존 시나 vs. 랜디 오턴 (통합 WWE 챔피언십) |

## 같이 보기
- WWE 페이퍼뷰